# Tesomonoda derufata
Tesomonoda derufata är en fjärilsart som beskrevs av W. Warren 1913. Tesomonoda derufata ingår i släktet Tesomonoda och familjen nattflyn. Inga underarter finns listade i Catalogue of Life.